# 黄天道
黃天道又称黄天教、皇天道，是明代嘉靖年創造的宗教，创立人是李賓。黃育掖《破邪詳辯》则称创立人為李升官。

## 概述
李賓，北直隶（河北）人，早年從軍，失去一只眼後退伍。嘉靖三十二年（1553年），李宾遇师指点。嘉靖三十三年，李宾悟道，开始传教。嘉靖三十七年（1558年），李賓建立了黃天道，法号“普明”，教内又称为普明祖、普明如来佛、虎眼禅师。在直隶宣化、山西大同一带传教。嘉靖四十一年（1562年），李宾逝世。
李宾妻王氏，号普光，在李宾死七年后掌握教权。李宾夫妇有二个女儿，普净、普照，普净有女儿普贤。李宾夫妇葬于万全县碧天寺普明塔。普光死后，黄天道一支由普明弟子普静掌教，又自称“圆顿教”，普静一派传至浙江，产生长生教；另一支由普净、普贤掌教。
乾隆二十八年（1763年），乾隆帝令直隶总督方观承、一等公兆惠到万全县碧天寺处理黄天道。清廷拆毁普明塔及普净等塔，将李宾夫妇尸骨投弃道路、挫骨扬灰，普净等也碎尸。
黄天道的经典有《普明如来无为了义宝卷》、《佛说利生了义宝卷》、《太阴生光普照了义宝卷》、《普静如来钥匙宝卷》、《普静如来检教宝经》、《虎眼禅师遗留唱经卷》、《太阳开天立极亿化诸佛归一宝卷》、《普静如来钥匙真经宝忏》。